# Ku (kana)
く in hiragana o ク in katakana è un kana giapponese e rappresenta una mora. Esso deriva dal kanji 久. La sua pronuncia è /ku/
| Forme                    | Rōmaji | Hiragana        | Katakana        |
| ------------------------ | ------ | --------------- | --------------- |
| Normale k- (か行 ka-gyō) | ku     | く              | ク              |
| Normale k- (か行 ka-gyō) | kuu kū | くう, くぅ くー | クウ, クゥ クー |
| dakuten g- (が行 ga-gyō) | gu     | ぐ              | グ              |
| dakuten g- (が行 ga-gyō) | guu gū | ぐう, ぐぅ ぐー | グウ, グゥ グー |

| qa, qwa   | くぁ       | クァ       |
| qi, qwi   | くぃ       | クィ       |
| (qu, qwu) | (く, くぅ) | (ク, クゥ) |
| qe, qwe   | くぇ       | クェ       |
| qo, qwo   | くぉ       | クォ       |

| gwa   | ぐぁ   | グァ   |
| gwi   | ぐぃ   | グィ   |
| (gwu) | (ぐぅ) | (グゥ) |
| gwe   | ぐぇ   | グェ   |
| gwo   | ぐぉ   | グォ   |

## Scrittura

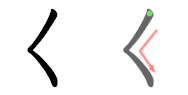
Stile di scrittura di く

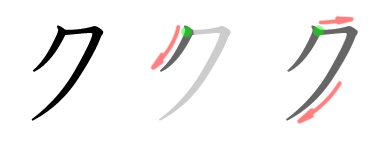
Stile di scrittura di ク

## Rappresentazione in altri sistemi di scrittura
Nel linguaggio Braille giapponese, く o ク è rappresentato come:
| ●  | ●  |
| － | － |
| － | ●  |

Il Codice Wabun per く o ク è ・・・－.